# Girolamo Dalla Casa
Girolamo Dalla Casa (* Udine; † 1601) war ein italienischer Komponist, Instrumentalist und Musikschriftsteller der Spätrenaissance. Er gehörte der Venezianischen Schule an.

## Leben
Möglicherweise wurde Girolamo Dalla Casa am Ende der ersten Hälfte des 16. Jahrhunderts in Udine geboren. Bis zu seinem Auftreten in Venedig gibt es keine Lebenszeugnisse über ihn, hier wirkte er ab 1568 als Musiker im Markusdom, wo er mit seinen Brüdern Giovanni und Nicolò das erste feste Instrumentalensemble gründete. Der Raumklang der Basilika spielte damals eine zentrale Rolle in der Entwicklung der Mehrchörigkeit. Giovanni Gabrieli verfasste einen Großteil seiner Musik für Dalla Casas Ensemble, das vermutlich viele Werke davon aufgeführt hat. Die Zusammenarbeit Gabrielis mit den Dalla Casas könnte die Bildung der Concertino- und Ripieno-Gruppen im Concerto grosso der folgenden Barockepoche beeinflusst haben.
Von Dalla Casa sind zwei Madrigalbücher und ein Band mit Motetten erhalten. Von musikgeschichtlichem Interesse ist seine zweibändige Abhandlung II vero modo di diminuir con le tutte le sorte di stromenti (1584) über die Verzierungs- und Diminutionspraxis in der Renaissance. Aus ihr geht hervor, dass polyphone Musik normalerweise ohne Verzierungen, homophone Musik mit häufigeren Wechseln der Instrumentalchöre und stärker betonten Kadenzen mit Verzierungen ausgeführt wurde, die sich nicht im Notentext befinden.